# Ditylus atromaculatus
Ditylus atromaculatus es una especie de coleóptero de la familia Oedemeridae.

## Distribución geográfica
Habita en Costa de Marfil.